# Seznam dirkačev v motociklizmu (K)
- Mika Kallio
- Hideo Kanaya
- Takazumi Katayama
- Daijiro Kato
- Ken Kavanaugh
- John Kocinski
- Pentti Korhonen
- Tomoyoshi Koyama
- Bruno Kneubühler
- Randy Krummenacher
- Hiroaki Kuzuhara